# Modra orjakinja
Módra orjákinja je zvezda, ki je napihnjena podobno kot rdeča orjakinja, vendar z maso od 10 do 50 Sončevih mas in ima s tem občutno večjo maso.
Medtem, ko rdeča orjakinja doseže svojo tipično velikost ob koncu svojega življenja »normalnega zvezdnega razvoja«, je modra orjakinja velika že od samega začetka. Večja masa vodi do večje temperature v sredici zvezde in večje gostote plina, kar ima za posledico povečano reaktivnost. Od tega sproščajoča energija učinkuje na površinsko temperaturo zvezde, ki je z 20.000 do 30.000 º občutno večja od temperature Sonca. Zaradi povečane temperature leži maksimum izsevane energije te zvezde v ultravijoličnem predelu barvnega spektra, ki da barvi te zvezde modri vtis in s tem pogojeno ime.
V nasprotju z bolj številnimi in manj masivnimi zvezdami, ki imajo življenjsko dobo nekaj milijard let (npr. naše Sonce 10 milijard let), porabi modra orjakinja zaradi povečane reaktivnosti vso energijo v nekaj milijonih let. Potem se napihnejo v rdeče nadorjakinje in na supernovo tipa II.